# 7828 Noriyositosi
7828 Noriyositosi è un asteroide della fascia principale. Scoperto nel 1992, presenta un'orbita caratterizzata da un semiasse maggiore pari a 3,1578360 UA e da un'eccentricità di 0,1527607, inclinata di 11,78068° rispetto all'eclittica.
L'asteroide è dedicato al pioniere della viticultura in Giappone, Noriyosi Furiya, e al suo pronipote Tosihiko Tosi Tukamoto.